# Hip house
Hip house, também conhecido como rap house ou house rap, é um gênero musical que mistura elementos de house music e hip-hop. O estilo ganhou destaque na década de 1980 em Chicago e Nova York. Hip house originado em Chicago, e rapidamente se tornou popular em todo os EUA e no Reino Unido.  O HipHouse Também segundo a história,  teve seu início do gênero , com um cantor de ChinaTown chamado Fast Eddie no qual , popularizou o estilo trazendo inúmeros outros artistas que também tiveram destaque ao redor do mundo , assim como M.C. Merlin , Mr. LEE , Ratpack , M.C. Wildski .....